# Deborrea malgassa
Deborrea malgassa är en fjärilsart som beskrevs av Franciscus J.M. Heylaerts 1884. Deborrea malgassa ingår i släktet Deborrea och familjen säckspinnare. Inga underarter finns listade i Catalogue of Life.